# فرانسيسكو موخيكا غرمينديا
فرانشيسكو موغيكا غرمينديا (بالإسبانية: Francisco Mujika Garmendi)، المشهور بلقب باكيتو كان القائد العسكري لمنظمة إيتا الباسكية.
كان القائد العسكري لمنظمة إيتا، ومسؤولا عن تخطيط وتنفيذ الهجمات. وفي موقعه كان مسؤلا عن العديد من العمليات الدموية والتفجيرية المحبوكة بدقّة التي نفذتها الإيتا.
تم اعتقاله في بيدارت عام 1992 سوية مع الزعيم السياسي لمنظمة إيتا خوسيه لويس ألفاريز سانتاكريستينا الملقب بـ«تكسيلس» والقائد اللوجستي خوسيه ماريا أريجي إروستاربيه الملقب بـ«فيتي».
تم تسليم باكيتو إلى إسبانيا حيث حوكم عدّة مرات، صدر إثرها أحكاما ضده بالسجن لـ96، 109، 743، 1128 و 2354 سنة. وهو حاليا يقضي فترة محكوميته في السجون الإسبانية. وفي أغسطس 2004، أرسل باكيتو ورفاق آخرون له في السجن دعوا فيها قيادة المنظمة إلى التخلي عن الكفاح المسلح.